# Провінція Оварі
35°07′18″ пн. ш. 137°02′15″ сх. д. / 35.121666666667° пн. ш. 137.0375° сх. д.
Прові́нція Ова́рі (яп. 尾張国;　おわりのくに; 尾州;　びしゅう) — історична провінція в Японії, у Східноморському краї. Відповідала західній частині сучасної префектури Айті на острові Хоншю. Складалася з 8 повітів і 69 волостей. Належала до старших, близьких провінцій.

## Короткі відомості
Провінція Оварі була створена у 7 столітті. Її адміністративним центром було сучасне місто Інадзава.
Віддавна провінція була відома святилищем Ацута, у якому зберігався меч Кусанаґі, одна з трьох священних реліквій імператорського роду Японії.
У провінції Оварі перважав рівнний ландшафт. Річка Кісо перетворила місцеві ґрунти на одні з найкращих у Японії. Саме висока врожайність робила Оварі привабливою для багатьох японських можновладнців.
У 13-14 столітті провінція належала роду Чюджьо, а з 15 століття перейшла під контроль роду Шіба, радніків шьоґунів Муромачі. У середині 16 століття, фактична влада у Оварі перейшла до заступників Шіба, родини Ода. З останньої походив знаменитий полководець, організатор об'єднання Японії, Ода Нобунаґа. Його вірний генерал Тойотомі Хідейоші, який також був родом з Оварі, завершив справу свого сюзерена, створивши у 1590 році єдину і централізовану японську державу.
У період Едо (1603—1867) провінція Оварі знаходилась під владою роду Токуґава, бічної лінії шьоґунів Токуґава з Токіо. Резиденція цих провінційних правителів була у замку Наґоя. В цю епоху Оварі славилась виготовленням порцеляни, на виготовлення якої рід Токуґава мав монополію у країні.
У результаті адміністративної реформи 1872 року провінція Оварі увійшла до складу префектури Айті.

## Повіти
- Айті 愛知郡
- Кайсай 海西郡
- Касуґай 春日井郡
- Кайто 海東郡
- Накашіма 中島郡
- Ніва 丹羽郡
- Чіта 知多郡
- Хаґурі 葉栗郡
- Ямада 山田郡